# No Angel
No Angel es el nombre del álbum debut de estudio grabado por la cantautora británica Dido Armstrong. Fue lanzado al mercado por la compañía discográfica Arista Records el 1 de junio de 1999 y en él se combinan canciones con influencias de la música electrónica y el trip hop. Su aparición se produjo en Estados Unidos, donde tuvo una importante acogida por parte de la crítica y del público. Gran parte del éxito del disco en EE.UU. se debe al hecho de que Eminem utilizara samples de la canción "Thank You" para su canción "Stan" del disco The Marshall Mathers LP. Hasta la fecha el álbum ha vendido más de 20 millones de copias y se convirtió en el segundo álbum más vendido en el Reino Unido durante la década de los 2000's.

## Lista de canciones
1. «Here With Me» – 04:14
2. «Hunter» – 03:57
3. «Don't Think of Me» – 04:33
4. «My Lover's Gone» – 04:28
5. «All You Want» – 03:53
6. «Thank You» – 03:38
7. «Honestly OK» – 04:38
8. «Slide» – 04:54
9. «Isobel» – 03:54
10. «I'm No Angel» – 03:55
11. «My Life» – 03:10
12. «Take My Hand» – 06:43

## Certificaciones y Posicionamiento
| Chart                              | Posicionamiento | Certificación | Ventas       |
| ---------------------------------- | --------------- | ------------- | ------------ |
| U.S. Billboard 200                 | 4               | 4× platino    | 4 millones   |
| U.S. Billboard Top Internet Albums | 2               | 4× platino    | 4 millones   |
| Europa                             | 1               | 5× platino    | 5 millones   |
| Argentina                          | —               | Platino       | 40.000       |
| Australia                          | 1               | 6× platino    | 420.000      |
| Austria                            | 1               | Platino       | 30.000       |
| Brasil                             | —               | 2× platino    | 500.000      |
| Canadá                             | 4               | 4× platino    | 400.000      |
| Dinamarca                          | 2               | Platino       | 30.000       |
| Finlandia                          | 1               | Platino       | 51.514       |
| Francia                            | 1               | Diamante      | 1,2 millones |
| Alemania Media Control Charts      | 2               | 3× Oro        | 450.000      |
| México                             | 4               | Platino       | 150.000      |
| Países Bajos                       | 3               | Platino       | 80.000       |
| Nueva Zelanda                      | 1               | 5× platino    | 75.000       |
| Noruega                            | 1               | Platino       | 40.000       |
| Suecia                             | 2               | Platino       | 60.000       |
| Suiza                              | 2               | 3× platino    | 120.000      |
| UK Albums Chart                    | 1               | 10× platinum  | 3.031.608    |